# Política ártica de Rusia

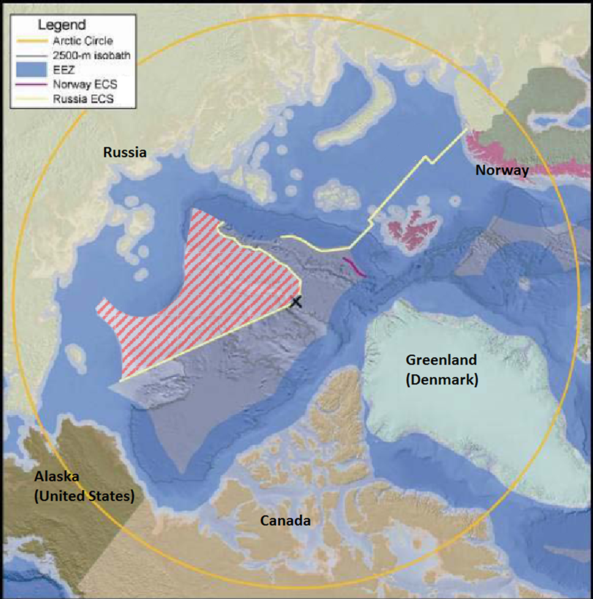
Rusia tiene una extensa demanda de fondos marinos en la región ártica. La gran área rayada indica la reclamación de la plataforma continental extendida actual de Rusia

La política ártica de Rusia es la política interior y exterior de la Federación Rusa con respecto a la región rusa del Ártico. La región rusa del Ártico se define en la "política ártica rusa" como todas las posesiones rusas situadas al norte del círculo polar ártico. Aproximadamente una quinta parte de la masa terrestre de Rusia se encuentra al norte del círculo polar ártico. En 2011, de los 4 millones de habitantes del océano Ártico, aproximadamente 2 millones vivían en la Rusia ártica, lo que la convierte en el país ártico más grande en población. Sin embargo, en los últimos años la población de Rusia en el Ártico ha estado disminuyendo.
Los principales objetivos de la política de Rusia en el Ártico son utilizar sus recursos naturales, proteger sus ecosistemas, utilizar el mar como sistema de transporte en interés de Rusia y garantizar que siga siendo una zona de paz y cooperación. Actualmente Rusia mantiene una presencia militar en el Ártico y tiene planes para mejorarla, así como para reforzar la presencia de la Guardia Fronteriza y la Guardia costera allí. Rusia ha utilizado el Ártico para obtener beneficios económicos durante siglos para el transporte marítimo y la pesca. Rusia tiene planes de explotar los grandes yacimientos de recursos marinos en el Ártico. La Ruta marítima del Norte es de particular importancia para Rusia en materia de transporte, y el Consejo de Seguridad de Rusia está estudiando proyectos para su desarrollo. El Consejo de Seguridad también declaró la necesidad de aumentar las inversiones en la infraestructura del Ártico.
Rusia lleva a cabo una amplia investigación en la región del Ártico, en particular las estaciones en hielo a la deriva tripuladas y la expedición Arktika 2007, que fue la primera en llegar al lecho marino del Polo Norte. La investigación tiene por objeto, en parte, respaldar las reivindicaciones territoriales de Rusia, en particular las relacionadas con la  plataforma continental extendida de Rusia en el océano Ártico.

## Historia
El 1 de octubre de 1987, el  Secretario General soviético Mijaíl Gorbachov presentó la Iniciativa Múrmansk, que establece seis objetivos de la política exterior de la Unión Soviética en el Ártico: establecer una zona libre de armas nucleares en el norte de Europa; reducir la actividad militar en los mares Báltico, Norte, Noruego y Groenlandia; cooperar en el desarrollo de los recursos; formar una conferencia internacional sobre la coordinación de la investigación científica en el Ártico; cooperar en la protección y gestión del medio ambiente y abrir la  Ruta del Mar del Norte.

## Geografía
| Map showing the Kara Sea. · Map showing the East Siberian Sea. |

El Ministerio de Desarrollo Económico de Rusia ha identificado ocho Zonas de Apoyo del Ártico en las que se concentrarán fondos y proyectos, con el objetivo de fomentar el potencial económico de la Ruta Marítima Septentrional al tiempo que se garantiza que la presencia rusa no se limitará a la extracción de recursos.
Las ocho zonas son  Kola, Arcángel, Nenets, Vorkutá,  Yamalo-Nenets, Taimyr-Turukhan, Yakutia septentrional y Chukotka. En la zona de Yakutia del Norte, el proyecto incluye la reconstrucción del puerto marítimo de Tiksi y del puerto de Zelenomysky. En la zona de Arcángel, esto incluirá la construcción del ferrocarril de Belkomur[ru].

## Exploración
El primer viaje registrado al Ártico ruso fue por el Uleb de  Novgorodian en 1032, en el que descubrió el Mar de Kara. Entre los  siglos XI y XVI, los habitantes rusos de la costa del Mar Blanco, o pomors, exploraron gradualmente otras partes de la costa ártica, llegando hasta los ríos río Obi y Yenisey, estableciendo puestos comerciales en Mangazeya. Continuando con la búsqueda de pieles, morsas y marfil de mamut, los cosacos siberianos bajo el mando de Mijaíl Stadukhin llegaron al río Kolyma en 1644. Iván Moskvitin descubrió el Mar de Ojotsk en 1639 y Fedot Alekseyev Popov y Semyon Dezhnyov descubrieron el estrecho de Bering en 1648, con Dezhnyov estableciendo un asentamiento ruso permanente cerca del actual Anadyr.
Después de que  Pedro I tomó el trono, Rusia comenzó a desarrollar una marina y a utilizarla para continuar su exploración del Ártico. Vitus Bering exploró Kamchatka en 1728, mientras que los ayudantes de Bering Iván Fyodorov y Mijaíl Gvozdev descubrieron Alaska en 1732. La  Gran Expedición del Norte, que duró de 1733 a 1743, fue una de las mayores empresas de exploración de la historia, organizada y dirigida por Vitus Bering, Aleksei Chirikov y otros grandes exploradores. Un grupo de la expedición dirigido personalmente por Bering y Chirikov descubrió el sur de Alaska, las Islas Aleutianas y las Islas del Comandante mientras que los grupos dirigidos por Stepan Malygin, Dmitry Ovtsyn, Fyodor Minin, Semyon Chelyuskin, Vasily Pronchischev, Khariton Laptev y Dmitry Laptev trazaron un mapa de la mayor parte de la costa ártica de Rusia, desde el Mar Blanco en Europa hasta la desembocadura del río Kolyma en Asia. La expedición dibujó 62 grandes mapas y cartas de la región ártica.

## Reclamaciones territoriales
Las reivindicaciones territoriales modernas de Rusia sobre el Ártico datan oficialmente del 15 de abril de 1926, cuando la Unión Soviética reclamó tierras entre 32°4′35" E y 168°49'30" W. Sin embargo, esta reclamación sólo se aplicaba específicamente a las islas y tierras dentro de esta región. La primera frontera marítima entre Rusia y Noruega, desde el fiordoVarangerfjord, se firmó en 1957. Sin embargo, las tensiones resurgieron después de que ambos países reclamaran la plataforma continental en los años 60.  En los años 70 se iniciaron conversaciones informales sobre la determinación de una frontera en el Mar de Barents para resolver diferentes reclamaciones, ya que Rusia quería que la frontera fuera una línea que corriera en línea recta hacia el norte desde el continente, 67 000 millas cuadradas (170 000 km²) más de lo que tenía. El 15 de septiembre de 2010, los Ministros de Relaciones Exteriores Jonas Gahr Støre y Serguéi Lavrov, de Noruega y Rusia, respectivamente, firmaron un tratado que dividió efectivamente el territorio en disputa a la mitad entre los dos países, y también acordaron comanejar los recursos en esa región donde se superponen a los sectores nacionales. Los dos países ya habían estado codirigiendo la pesca en  Barents desde 1978 mediante el Acuerdo de la Zona Gris, que se ha renovado anualmente desde su firma.
Los dos países ya habían estado comanejando las pesquerías en los Barents desde el Acuerdo de la Zona Gris de 1978, el cual ha sido renovado anualmente desde que fue firmado.

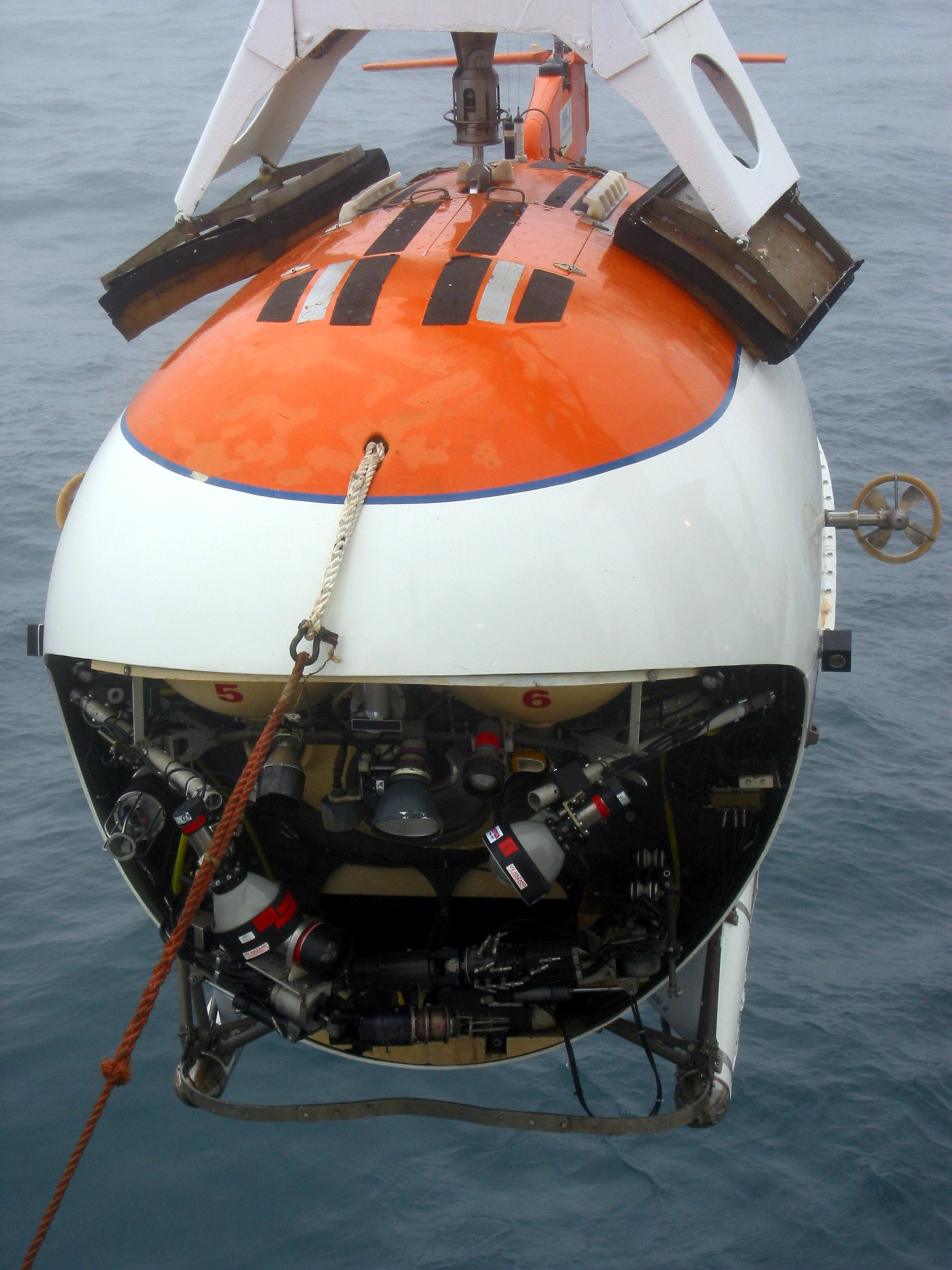
Los sumergibles MIR se utilizaron en la expedición Arktika 2007 al Polo Norte.

El 12 de marzo de 1997, Rusia ratificó la Convención de las Naciones Unidas sobre el Derecho del Mar (UNCLOS), que permitía a los países presentar reclamaciones sobre la extensión de las plataformas continentales. De conformidad con la UNCLOS, el 20 de diciembre de 2001, Rusia presentó una reclamación sobre la extensión de la plataforma continental más allá de su zona económica exclusiva de 200 millas (320 km) a la «Comisión de Límites» de la Plataforma Continental de las Naciones Unidas (CLCS). Rusia afirmó que dos cadenas montañosas submarinas —las cordilleras de Lomonosov y Mendeleev— dentro del sector ruso del Ártico eran extensiones del continente euroasiático y, por lo tanto, parte de la plataforma continental rusa. La Comisión de Límites de la Plataforma Continental de las Naciones Unidas no validó ni invalidó la solicitud, pero pidió a Rusia que presentara datos adicionales en apoyo de su solicitud. Rusia presentará datos adicionales a la Comisión de Límites de la Plataforma Continental en 2012.
En agosto de 2007, una expedición rusa llamada Arktika 2007, encabezada por Artur Chilingarov, plantó una bandera rusa en el lecho marino del Polo Norte, en el curso de una investigación científica para corroborar la presentación de la solicitud de extensión de la plataforma continental de Rusia en 2001. Se recogieron muestras de rocas, lodo, agua y plantas en el lecho marino y se trajeron a Rusia para su estudio científico. El  Ministerio de Recursos Naturales de Rusia anunció que las muestras de fondo recogidas de la expedición son similares a las que se encontraron en las plataformas continentales. Rusia estuvo usando esto para justificar su afirmación de que la cresta de Lomonosov en su sector es una continuación de la plataforma continental que se extiende desde Rusia, y que Rusia tiene una reivindicación legítima de ese lecho marino. Estados Unidos y Canadá descartaron la plantación de la bandera por considerarla puramente simbólica y sin sentido legal, estuvo de acuerdo el ministro de Relaciones Exteriores de Rusia, Sergey Lavrov, dijo a los periodistas: El objetivo de esta expedición no es reivindicar a Rusia, sino demostrar que nuestra plataforma llega hasta el Polo Norte y confirmó que las cuestiones relativas al territorio ártico pueden abordarse únicamente sobre la base del derecho internacional, de la Convención Internacional sobre el Derecho del Mar y en el marco de los mecanismos que se han creado de acuerdo con ella para determinar las fronteras de los Estados que tienen una plataforma continental dijo Sergey Lavrov en otra entrevista: Me sorprendió la declaración de mi homólogo canadiense de que estamos plantando banderas alrededor. No vamos a lanzar banderas. Sólo hacemos lo que otros descubridores hicieron. El propósito de la expedición no es poner en juego los derechos de Rusia, sino demostrar que nuestra plataforma se extiende hasta el Polo Norte. Por cierto, la bandera en la Luna era la misma,
Los Ministros de Relaciones Exteriores y otros funcionarios que representan a Canadá, Dinamarca, Noruega, Rusia y Estados Unidos se reunieron en Ilulissat, Groenlandia, en mayo de 2008, en la Conferencia del Océano Ártico y anunciaron la Declaración de Ilulissat. Entre otras cosas, en la declaración se afirmaba que toda cuestión de demarcación en el Ártico debía resolverse de forma bilateral entre las partes en litigio.
Un ejemplo de este tipo de acuerdo bilateral se logró entre Rusia y Noruega en 2010.

## Militar
Parte de la política actual de Rusia en el Ártico incluye el mantenimiento de una presencia militar en la región. En 2014, se estableció el Mando Estratégico Conjunto de la Flota del Norte (Rusia). La Flota Septentrional Rusa, la mayor de las cuatro flotas de la Armada Rusa, tiene su cuartel general en Severomorsk, en el Golfo de Kola, en el Mar de Barents. La Flota Septentrional abarca dos tercios de la potencia naval total de Rusia y cuenta con cerca de 80 buques en operación. A partir de 2013, esto incluía aproximadamente 35 submarinos, seis cruceros con misiles y el buque insignia de la Armada Rusa, Petr Velikiy (Peter el Grande), un crucero de misiles guiados de propulsión nuclear. En 2012, la Armada rusa reanudó las patrullas navales de la Ruta Marítima Septentrional, marcada por una patrulla de 2000 millas del Ártico ruso por diez barcos dirigidos por un rompehielos y el Petr Velikiy. Se dice que las Fuerzas Armadas rusas también anunciaron en junio de 2008 que aumentarían el radio operativo de sus submarinos de la Flota Septentrional.
El primer rompehielos nuclear, el Lenin, comenzó a operar en la Ruta Marítima Septentrional en julio de 1960. En Rusia se han construido un total de diez buques civiles de propulsión nuclear, incluidos nueve rompehielos. Tres de estos han sido dados de baja, incluido el Lenin.  Además de sus seis rompehielos nucleares, Rusia también tiene 19 rompehielos diésel.
Su flota de rompehielos nucleares incluye el 50 Let Pobedy (50 años de victoria), el rompehielos nuclear más grande del mundo. Actualmente hay planes para construir seis rompehielos más, así como planes para construir un puerto ártico de 33.000 millones de dólares durante todo el año. El 28 de septiembre de 2011, el presidente Medvédev levantó la prohibición de la privatización de la flota nuclear de rompehielos mediante el decreto n.º 1256. Esta derogación permitirá que Atomflot, la empresa estatal propietaria de la flota, sea al menos parcialmente propiedad de inversores privados. Se espera que el gobierno retenga una participación de control en la compañía.
Rusia dice que tiene unidades militares entrenadas específicamente para el combate en el Ártico. El 4 de octubre de 2010, el comandante de la Armada rusa, el almirante  Vladimir Vysotsky, fue citado diciendo: Estamos observando la penetración de una multitud de Estados que.... están avanzando muy intensamente en sus intereses, de todas las maneras posibles, en particular en China, y que Rusia no cedería ni un ápice en el Ártico. El Ministro de Defensa ruso, Anatoly Serdyukov, anunció el 16 de julio de 2011 planes para la creación de dos brigadas que estarían estacionadas en el Ártico. La declaración política de Rusia sobre el Ártico, aprobada por el presidente Medvédev el 18 de septiembre de 2008, pedía el establecimiento de fuerzas militares mejoradas en el Ártico para "garantizar la seguridad militar" en esa región, así como el fortalecimiento de los guardias fronterizos existentes en la zona.

## Investigación
Rusia ha llevado a cabo investigaciones en el Ártico durante décadas. El país es el único que utiliza estaciones a la deriva —instalaciones de investigación desplegadas estacionalmente en hielo a la deriva— y también tiene otras estaciones de investigación en su zona ártica. La primera estación de deriva, Polo Norte-1, fue establecida el 21 de mayo de 1937 por la Unión Soviética. La investigación rusa se ha centrado en el fondo marino del Ártico, la vida marina, la meteorología, la exploración y los recursos naturales, entre otros temas. Las investigaciones recientes también se han centrado en el estudio de la cresta de Lomonosov para reunir pruebas que puedan reforzar las reivindicaciones territoriales rusas sobre el lecho marino de esa región dentro del sector ruso del Ártico.

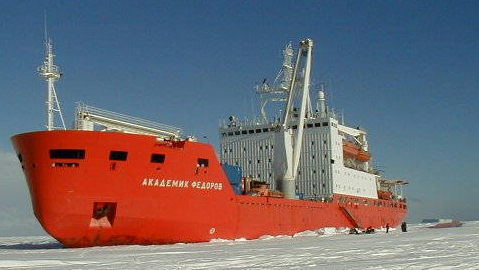
"El""Akademik Fyodorov"" ha sido usado activamente con el nuevo""Akademik Tryoshnikov""" para llevar a cabo investigaciones en el Ártico

La estación de deriva North Pole-38 fue establecida en octubre de 2010. En julio de 2011, el rompehielos "Rossiya" y el buque de investigación "Akademik Fyodorov" comenzaron a realizar estudios sísmicos al norte de "Franz Josef Land" para encontrar pruebas que respaldaran las reivindicaciones territoriales de Rusia en el Ártico. El "Akademik Fyodorov" y el rompehielos Yamal fueron en una misión similar el año anterior. La expedición Lena-2011, un proyecto conjunto ruso-alemán liderado por Jörn Thiede, partió hacia el Mar de Laptev y el Río Lena en el verano de 2011. Se trataba de estudiar el clima de Siberia y el cambio climático, así como de reunir información sobre la plataforma continental rusa. El jefe de la expedición, que es también el presidente de la European Arctic Commission, expresó su confianza en que Rusia reunirá las pruebas necesarias para confirmar su reivindicación de otras partes de la plataforma ártica.
Las actuales estaciones de investigación en construcción incluyen una en Isla Samoylovsky, que debería estar terminada a mediados de 2012 y se centrará en la investigación de la zona de la plataforma permafrost,  
y una en las Islas Svalbard, que estará terminada en 2013 y se centrará en la investigación geofísica, hidrológica y geológica.
En el verano de 2015, Rusia construyó una gran base de la Guardia Fronteriza del Servicio Federal de Seguridad (FSB) en Alexandra Land isla del archipiélago Franz Joseph Land, que se expandió en una base aérea ya establecida llamada Nagurskoye, por encima del paralelo 80. El nuevo complejo está formado por múltiples edificios interconectados y puede albergar a una empresa de 150 soldados durante un máximo de 18 meses sin necesidad de reabastecimiento.

## Economía

La reducción en el hielo del Ártico debido al cambio climático puede abrir más oportunidades económicas en el Ártico

Los intereses económicos de Rusia en el Ártico se basan en dos cosas: los recursos naturales y el transporte marítimo. La  Ruta Marítima Septentrional, en uso desde hace siglos y definida oficialmente por la legislación rusa, es una vía marítima del Ártico que se extiende desde el mar de Barents hasta el estrecho de Bering a través de las aguas del Ártico. Viajar por la Ruta Marítima Septentrional toma sólo un tercio de la distancia necesaria para atravesar el Canal de Suez, sin que exista un riesgo tan alto de piratería.
La ruta está actualmente abierta hasta ocho semanas al año, y los estudios predicen que el cambio climático conducirá a una mayor reducción de los hielos del Ártico, lo que puede conducir a un mayor uso de la ruta. Incluso cuando esta ruta "abierta" no está totalmente libre de hielo y requiere un rompehielos ruso y apoyo a la navegación para garantizar la seguridad del paso. Actualmente, cada año se transportan 1,5 millones de toneladas (1 500 000 toneladas largas; 1 700 000 toneladas cortas) de mercancías a lo largo de la Ruta Marítima Septentrional. Se espera que el tráfico a través de la Ruta se multiplique por diez para 2020, y ya han pasado seis petroleros en 2010. El gobierno ruso estima que el tráfico anual de carga podría alcanzar los 85 millones de toneladas métricas. y que el transporte marítimo a lo largo de la Ruta podría representar una cuarta parte de la carga entre Europa y Asia para el año 2030. Sin embargo, el uso extensivo de la Ruta Marítima Septentrional requerirá una vasta expansión de la infraestructura actual de Rusia en el Ártico, especialmente los puertos y los buques navales. En agosto de 2011, Nikolai Patrushev, Secretario del Consejo de Seguridad de Rusia, declaró que el mal estado de la infraestructura en el Ártico obstaculiza el desarrollo allí, reduciendo el atractivo de los recursos de la región para el desarrollo. La infraestructura es peor en la parte oriental de Rusia, que también contiene más recursos. Las recientes sanciones económicas impuestas a Rusia han debilitado adicionalmente la viabilidad de la RNSP para los inversores extranjeros y en 2014 el número total de viajes a través del pasaje ha caído dramáticamente de 71 a 53.
La Península de Yamal, que alberga las mayores reservas de gas natural de Rusia, fue conectada con el resto de Rusia por Gazprom a través de la creación de la Línea Obskaya-Bovanenkovo, que abrió sus puertas en 2010. El proyecto Yamal de Gazprom para el desarrollo de los recursos de gas natural en la península de Yamal prevé la conexión de Indiga, que está siendo considerada como un lugar privilegiado para la construcción de un puerto de aguas profundas, y de Amderma, sede del aeropuerto de Amderma, a su sistema ferroviario para 2030 y el primer ministro Putin anunció también que se construiría un puerto en la península de Yamal durante todo el año.
Pero hasta ahora, la concentración de Rusia en la producción de petróleo y gas en la Península de Yamal se ha enfrentado a enormes desafíos. Por lo tanto, Gazprom necesita grandes inversiones con un alto riesgo y un largo horizonte de inversión y depende de que los precios de la energía sigan siendo altos para que la extracción sea rentable. La Agencia Internacional de la Energía (AIE) estima que la mayoría de los yacimientos del Ártico no son rentables si el precio del petróleo en el mercado mundial es inferior a 120 dólares por barril. En el momento de escribir este artículo (11 de mayo de 2017), el precio del petróleo Brent ha caído a alrededor de 50 dólares por barril. Mientras tanto, dado que la legislación rusa sólo permite a las empresas energéticas estatales Gazprom (principalmente gas) y Rosneft (principalmente petróleo) extraer petróleo y gas de la plataforma continental, pero dado que estas dos empresas no tienen a su disposición la experiencia tecnológica necesaria, han establecido asociaciones con varias empresas extranjeras.
El Gobierno ruso también está intentando aumentar la inversión extranjera en sus recursos del Ártico. En agosto de 2011 Rosneft, una compañía petrolera operada por el gobierno ruso, firmó un acuerdo con ExxonMobil en el que Rosneft recibió algunos de los activos petroleros globales de Exxon a cambio del desarrollo conjunto de los recursos del Ártico ruso por parte de ambas compañías. Este acuerdo incluye una inversión de 3200 millones de dólares en exploración de hidrocarburos en los mares Kara y Negro (aunque el Mar Negro no está en el Ártico). así como el desarrollo conjunto de plataformas de perforación resistentes al hielo y otras tecnologías del Ártico. Este acuerdo fue el resultado de un intento fallido de una cooperación similar entre Rosneft y BP en mayo. Chevron is currently in talks with Rosneft about jointly developing Arctic resources. Chevron está actualmente en conversaciones con Rosneft sobre el desarrollo conjunto de los recursos del Ártico.
Rusia es el único país del mundo que planea utilizar centrales nucleares flotantes. La Akademik Lomonosov, cuya puesta en marcha está prevista para 2012, será una de las ocho plantas que suministrarán energía a las ciudades costeras rusas. Hay planes para que estas plantas también proporcionen energía a grandes plataformas de gas en el océano Ártico en el futuro. El yacimiento Prirazlomnoye, un yacimiento petrolífero en el mar de Pechora que incluirá hasta 40 pozos, se encuentra actualmente en construcción y se espera que la perforación comience a principios de 2012. Será la primera plataforma petrolífera resistente al hielo del mundo.
Rusia quiere establecer sus posesiones árticas como una importante base de recursos para 2020. A medida que el cambio climático hace que las zonas árticas sean más accesibles, Rusia, junto con otros países, está tratando de utilizar el Ártico para aumentar su producción de recursos energéticos. Según el Servicio Geológico de los Estados Unidos, hay 90 mil millones de barriles (1.4×1010 m³) de petróleo y 1670 trillones de pies cúbicos (4.7×1013 m³) de gas natural al norte del círculo polar ártico. En total, se estima que alrededor del 10% de los recursos petroleros del mundo se encuentran en el Ártico. La porción dominante de hidrocarburos del Ártico (petróleo y gas), como se refleja en los estudios del USGS, está ubicada dentro de las actuales Zonas Económicas Exclusivas no disputadas de las cinco naciones que bordean el Ártico.
En septiembre de 2013, las actividades petroleras de Gazprom en el Ártico han provocado protestas de grupos ecologistas, en particular de Greenpeace. Greenpeace se ha opuesto a la explotación petrolífera en el Ártico aduciendo que la explotación petrolífera causaría daños al ecosistema ártico y que no existen planes de seguridad para evitar derrames de petróleo. El 18 de septiembre, el buque de Greenpeace MV Arctic Sunrise organizó una protesta e intentó abordar la plataforma Prirazlomnaya de Gazprom. En respuesta, la Guardia Costera rusa tomó el control del barco y arrestó a los activistas. Phil Radford, director ejecutivo de Greenpeace USA, declaró que el arresto del Arctic 30 es la respuesta más dura que Greenpeace ha encontrado de un gobierno desde el bombardeo del Rainbow Warrior en 1985 por la rama "action" de los servicios de inteligencia extranjeros franceses, la Dirección General de Seguridad Exterior (DGSE). A principios de agosto de 2012, Greenpeace también había organizado protestas similares contra la misma plataforma petrolífera. El gobierno ruso se ha propuesto acusar a los activistas de Greenpeace de piratería, que conlleva una pena máxima de quince años de prisión. Treinta miembros de la tripulación de "Arctic Sunrise" han sido detenidos durante 48 horas por las autoridades de Murmansk. Los miembros de la tripulación provienen de 19 países. Varios miembros fueron arrestados después de haber asaltado el equipo de perforación Prirazlomnaya en el Mar de Pechora.

## Enlaces  externos
- Política de la Federación Rusa para el Ártico hasta 2020

- Datos: Q4787583